# Laccophilus simplex
Laccophilus simplex är en skalbaggsart som beskrevs av Sharp 1882. Laccophilus simplex ingår i släktet Laccophilus och familjen dykare. Inga underarter finns listade i Catalogue of Life.